# Battle Creek (Iowa)
Battle Creek é uma cidade localizada no estado americano de Iowa, no Condado de Ida.

## Demografia
Segundo o censo americano de 2000, a sua população era de 743 habitantes. 
Em 2006, foi estimada uma população de 692, um decréscimo de 51 (-6.9%).

## Geografia
De acordo com o United States Census Bureau tem uma área de 
1,3 km², dos quais 1,3 km² cobertos por terra e 0,0 km² cobertos por água. Battle Creek localiza-se a aproximadamente 365 m acima do nível do mar.

## Localidades na vizinhança
O diagrama seguinte representa as localidades num raio de 24 km ao redor de Battle Creek. 